# Nadine Fest
Nadine Fest (* 28. Juni 1998 in Villach, Kärnten) ist eine österreichische Skirennläuferin. Sie gehört seit 2017 dem A-Kader des Österreichischen Skiverbandes an und geht in den schnellen Disziplinen an den Start. 2016 wurde sie Jugendolympiasiegerin im Super-G, 2017 zweifache Juniorenweltmeisterin.

## Biografie
Nadine Fest stammt aus Arriach in Kärnten und startet für den SC Gerlitzen. Nach einigen Erfolgen in Nachwuchsrennen, darunter zahlreichen österreichischen Schülermeistertiteln, gab die von Ex-Rennläufer Helmut Mayer betreute Fest im Jänner 2016 in Zauchensee ihr Europacup-Debüt. Im Februar ging sie bei den Olympischen Jugend-Winterspielen in Lillehammer an den Start. Im Super-G gewann sie die Goldmedaille, in Kombination und Slalom belegte sie vierte Ränge, im Riesenslalom wurde sie Achte. Aufgrund dieser Erfolge wurde sie im Sommer in den B-Kader des ÖSV aufgenommen. In der Folgesaison gelang es ihr, sich im Europacup zu etablieren. Am 27. Jänner 2017 gewann sie mit dem Super-G von Davos ihr erstes Rennen. Es folgten zwei weitere Siege und der Gewinn der Disziplinenwertungen in Super-G und Kombination. Bei den Juniorenweltmeisterschaften in Åre führte sie im Super-G einen österreichischen Vierfachsieg an und holte mit über einer Sekunde Vorsprung überlegen die Goldmedaille. Am darauffolgenden Tag holte sie erneut Gold in der Kombination und setzte sich abermals klar mit einer halben Sekunde Vorsprung von der Slowenin Meta Hrovat durch.
Am 28. Oktober 2017 gab sie im Riesenslalom von Sölden ihr Weltcup-Debüt. Nach einem Sturz im Super-G von Cortina, bei dem sie sich einen Innenbandeinriss im Knie zuzog, musste sie ihre Teilnahme an den Juniorenweltmeisterschaften in Davos absagen. Am 3. März 2018 gewann sie mit Rang 24 im Super-G von Crans-Montana ihre ersten Weltcuppunkte. Einen Tag später schrammte sie als Elfte der Kombination nur knapp am ersten Top-10-Resultat vorbei. Während der Weltcupsaison 2018/19 trat sie in 13 Rennen an, konnte sich aber nur einmal in den Punkterängen klassieren. Zwei weitere Top-30-Ergebnisse kamen ein Jahr später hinzu, ansonsten konzentrierte sich Fest auf den Europacup 2019/20: Mit sieben Siegen und vier zweiten Plätzen sicherte sie sich überlegen die Gesamtwertung sowie die Disziplinenwertungen in Abfahrt, Super-G und Kombination. Am 30. Jänner 2022 wurde sie im Super-G von Garmisch-Partenkirchen Fünfte und fuhr damit erstmals in einem Weltcuprennen unter die besten zehn.
In der Europacupsaison 2022/23 entschied Fest erneut die Gesamtwertung und die Abfahrtswertung für sich.
Am 15. Jänner 2025 konnte sie die Europacupabfahrt von Zauchensee vor ihren österreichischen Teamkolleginnen Carmen Spielberger, Leonie Zegg und Victoria Olivier für sich entscheiden. Bei der darauffolgenden zweiten Abfahrt in Zauchensee am 16. Jänner 2025 führte sie einen Dreifacherfolg der Österreicherinnen an. Sie gewann vor Victoria Olivier und Carmen Spielberger. Am 17. Jänner 2025 gewann Fest auch den Super-G in Zauchensee, womit ihr dort der Speed-Hattrick gelang. Außerdem qualifizierte sie sich damit für den Weltcup-Super-G in Cortina d’Ampezzo am 19. Jänner 2025.
Am 8. März 2025 gewann Fest im Europacup den Super-G auf der Streif in Kitzbühel. Es waren dies die ersten Rennen für Damen auf der Streif seit dem Jahr 1961.

## Erfolge

### Weltcup
- 1 Platzierung unter den besten zehn

### Weltcupwertungen
| Saison  | Gesamt | Gesamt | Abfahrt | Abfahrt | Super-G | Super-G | Kombination | Kombination |
| Saison  | Platz  | Punkte | Platz   | Punkte  | Platz   | Punkte  | Platz       | Punkte      |
| ------- | ------ | ------ | ------- | ------- | ------- | ------- | ----------- | ----------- |
| 2017/18 | 94.    | 31     | –       | –       | 47.     | 7       | 22.         | 24          |
| 2018/19 | 96.    | 24     | 38.     | 24      | –       | –       | –           | –           |
| 2019/20 | 98.    | 24     | –       | –       | 45.     | 9       | 28.         | 15          |
| 2020/21 | 84.    | 35     | 38.     | 13      | 38.     | 22      | –           | –           |
| 2021/22 | 47.    | 167    | 29.     | 71      | 23.     | 96      | –           | –           |
| 2022/23 | 82.    | 45     | 43.     | 7       | 33.     | 38      | –           | –           |
| 2023/24 | 101.   | 21     | 50.     | 2       | 44.     | 19      | –           | –           |

### Europacup
- Saison 2016/17: 3. Gesamtwertung, 1. Super-G-Wertung, 1. Kombinationswertung
- Saison 2017/18: 7. Gesamtwertung, 3. Super-G-Wertung, 6. Abfahrtswertung, 6. Kombinationswertung
- Saison 2019/20: 1. Gesamtwertung, 1. Abfahrtswertung, 1. Super-G-Wertung, 1. Kombinationswertung
- Saison 2020/21: 2. Abfahrtswertung, 10. Super-G-Wertung
- Saison 2022/23: 1. Gesamtwertung, 1. Abfahrtswertung, 5. Super-G-Wertung
- Saison 2023/24: 10. Abfahrtswertung
- Saison 2024/25: 1. Abfahrtswertung, 1. Super-G-Wertung
- 41 Podestplätze, davon 20 Siege:

| Datum             | Ort           | Land       | Disziplin   |
| ----------------- | ------------- | ---------- | ----------- |
| 27. Jänner 2017   | Davos         | Schweiz    | Super-G     |
| 30. Jänner 2017   | Châtel        | Frankreich | Super-G     |
| 30. Jänner 2017   | Châtel        | Frankreich | Kombination |
| 5. Dezember 2019  | Kvitfjell     | Norwegen   | Super-G     |
| 6. Dezember 2019  | Kvitfjell     | Norwegen   | Kombination |
| 21. Jänner 2020   | St. Anton     | Österreich | Abfahrt     |
| 22. Jänner 2020   | St. Anton     | Österreich | Abfahrt     |
| 13. Februar 2020  | Crans-Montana | Schweiz    | Abfahrt     |
| 19. Februar 2020  | Sarntal       | Italien    | Super-G     |
| 20. Februar 2020  | Sarntal       | Italien    | Super-G     |
| 6. Februar 2023   | Sarntal       | Italien    | Super-G     |
| 18. Februar 2023  | Crans-Montana | Schweiz    | Abfahrt     |
| 19. Februar 2023  | Crans-Montana | Schweiz    | Abfahrt     |
| 13. Dezember 2024 | St. Moritz    | Schweiz    | Abfahrt     |
| 15. Jänner 2025   | Zauchensee    | Österreich | Abfahrt     |
| 16. Jänner 2025   | Zauchensee    | Österreich | Abfahrt     |
| 17. Jänner 2025   | Zauchensee    | Österreich | Super-G     |
| 20. Februar 2025  | Sarntal       | Italien    | Super-G     |
| 8. März 2025      | Kitzbühel     | Österreich | Super-G     |

### Juniorenweltmeisterschaften
- Åre 2017: 1. Super-G, 1. Kombination, 6. Riesenslalom, 8. Abfahrt
- Val di Fassa 2019: 7. Super-G, 11. Riesenslalom, DNF Alpine Kombination

### Australian New Zealand Cup
- 2 Platzierungen unter den besten 15

### Olympische Jugend-Winterspiele
- Lillehammer 2016: 1. Super-G, 4. Slalom, 4. Alpine Kombination, 5. Mannschaft, 8. Riesenslalom

### Weitere Erfolge
- 10 Siege in FIS-Rennen
- 2022: Österreichische Vizemeisterin im Super-G
- 2021: Österreichische Vizemeisterin im Riesenslalom
- 2017: Bronze bei den österreichischen Meisterschaften im Riesenslalom